# Spencer Locke
Spencer Locke (Winter Park, Florida, 20 september 1991) is een Amerikaanse actrice.
Locke begon haar acteercarrière al op vroege leeftijd in diverse televisiereclames. Op 11-jarige leeftijd vertrok ze samen met haar coach naar Los Angeles om haar echte droom werkelijkheid te laten worden, acteren in televisieseries en films. Ze kreeg al snel een rol in de televieserie Without a Trace en de film Spanglish. In 2004 werd ze gecast om een stem in te spreken in de animatiefilm Monster House van producent Steven Spielberg. 
Ze werd ruimer bekend door haar vertolking van het personage Candida in de televisieserie Phil of the Future van het Amerikaanse televisiestation Disney Channel. 
In 2005 speelde ze in de kinderseries Ned's Declassified School Survival Guide van Nickelodeon en Phil of the Future van Disney Channel. In 2007 had ze een hoofdrol in Resident Evil: Extinction, in 2010 speelde ze ook mee in Resident Evil: Afterlife. In het eerste seizoen van Cougar Town, ook in 2010, had ze de rol van Kylie, de vriendin van Travis. Nog dat jaar speelde ze een gastrol als een van de drie Jennifers in enkele afleveringen van Big Time Rush. Gastrollen waren er verder in The Vampire Diaries en In Plain Sight (2010), in Love Bites (2011) en in NCIS (2012).
Locke is bevriend met Miley Cyrus.
- Bibliothèque nationale de France: cb151202349 (data)
- Gemeinsame Normdatei: 1061959384
- International Standard Name Identifier: 0000 0001 1439 7035
- Library of Congress Control Number: no2007041426
- Système universitaire de documentation: 166227242
- Virtual International Authority File: 24374765
- WorldCat: E39PBJyMjpgM9VdXmbKqy4JkXd